# Melanella amblytera
Melanella amblytera is een slakkensoort uit de familie van de Eulimidae. De wetenschappelijke naam van de soort is voor het eerst geldig gepubliceerd in 1900 door Verrill & Bush.